# Îles du Passage
Les Iles du Passage (en anglais: Passage Islands) sont un groupe de quatre îles situé à l'embouchure de la baie du roi George dans les îles Malouines. Elles se trouvent au large de Dunnose Head la côte ouest de la Grande Malouine.

## Administration
Les îles sont administrées par le Royaume-Uni dans le cadre du Territoire britannique d'outre-mer des îles Falkland. Elle est revendiquée par la République argentine, qui en fait une partie du Département des îles de l'Atlantique Sud dans la province de Terre de Feu, Antarctique et îles de l'Atlantique sud.

## Description
La plus grande du groupe est l'île Second Passage qui mesure 9 km de long d'est en ouest et jusqu'à 2 km de large. Une grande partie du littoral est caractérisée par des falaises atteignant 30 m de haut. Le point culminant est Sixtus Hill de 30 m). Le surpâturage passé a provoqué l'érosion et réduit la couverture d'herbe de Tussack. Il y a plusieurs étangs, dont l'un sert d'habitat d'alimentation aux limicoles et à la sauvagine. Les îles de Third et Four Passage sont distantes de 800 m et basses, s'élevant à environ 30 m. Elles n'ont été peuplées de bétail que brièvement dans les années 1960 et ont une bonne couverture d'herbe de tussack.

## Aire protégée
Le groupe d'îles de Passage a été identifié par BirdLife International comme une zone importante pour la conservation des oiseaux. Les oiseaux pour lesquels le site est d'importance pour la protection comprennent : le brassemer des Malouines, le pétrel géant, le caracara austral, le mélanodère à sourcils blancs, le cinclode fuligineux et le petit troglodyte de Cobb.
On y trouve aussi le manchot papou (300 couples reproducteurs)) et le gorfou sauteur du sud (145 couples reproducteurs).

## Galerie

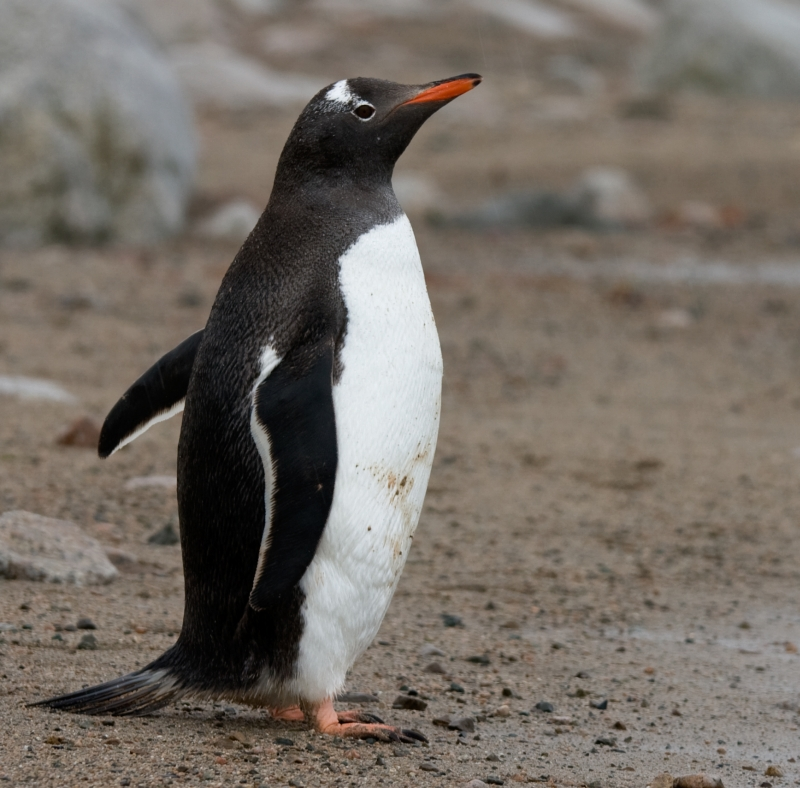
Manchot .papou
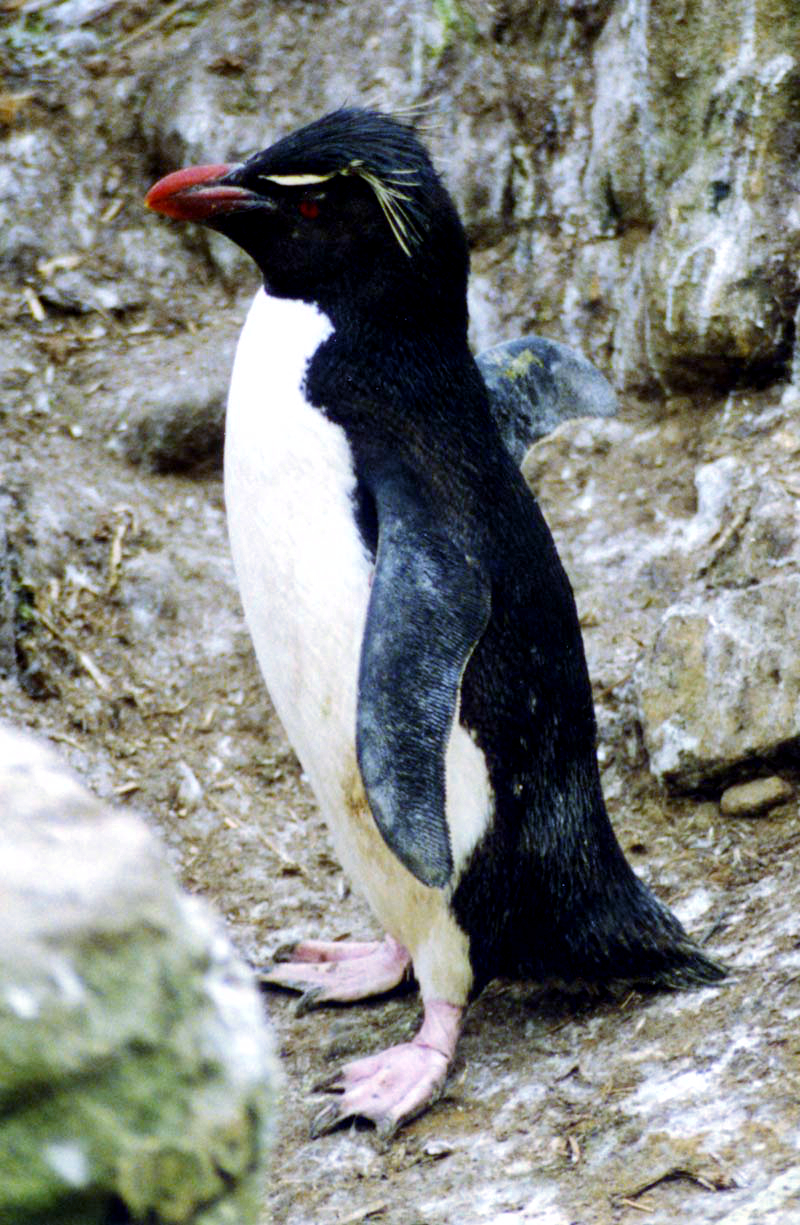
Gorfou sauteur
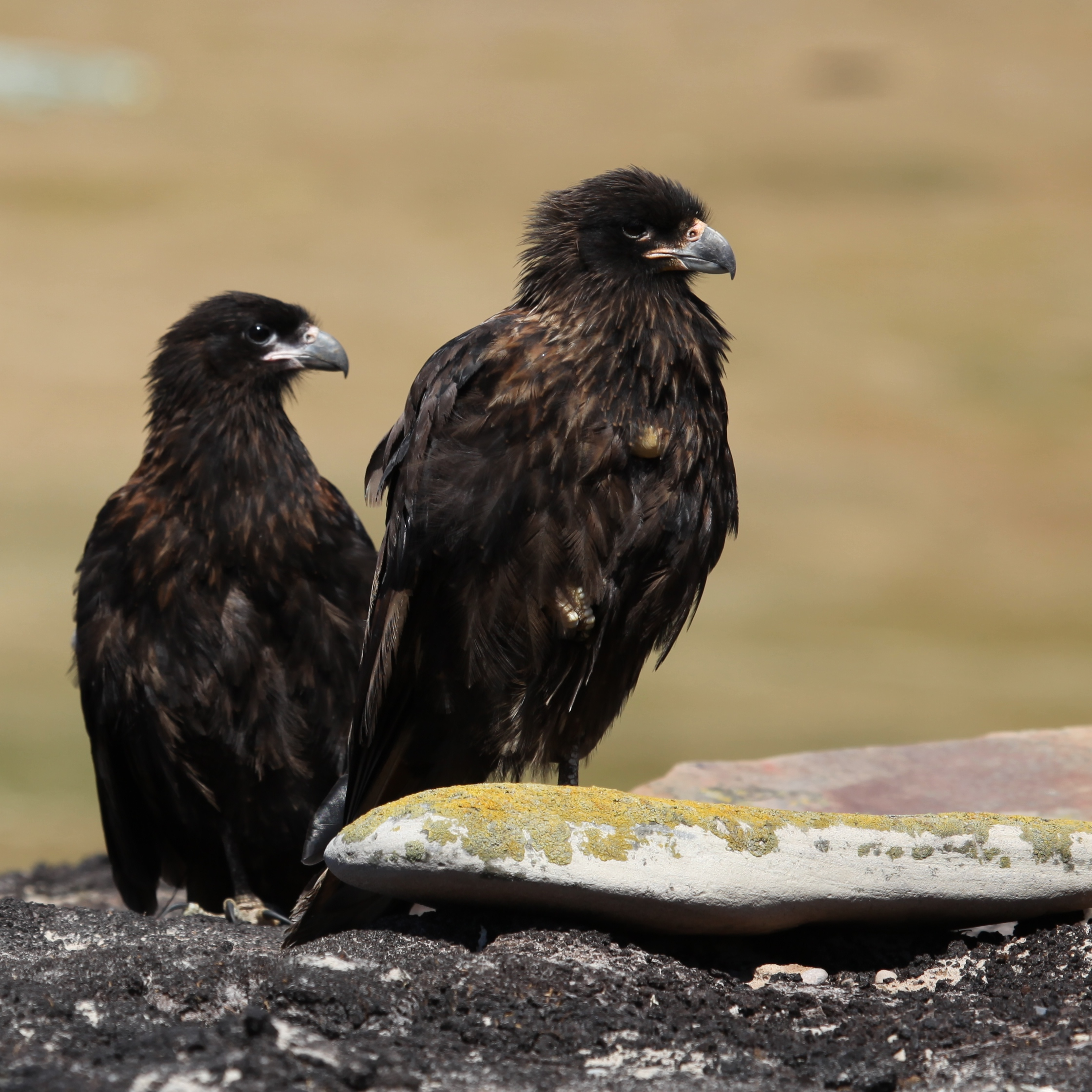
Caracara austral
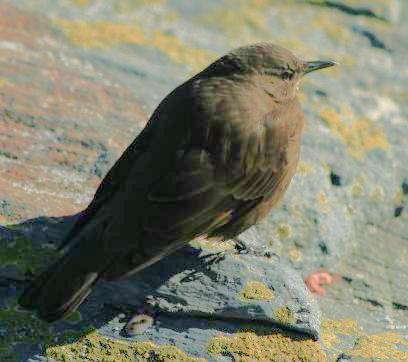
Cinclode
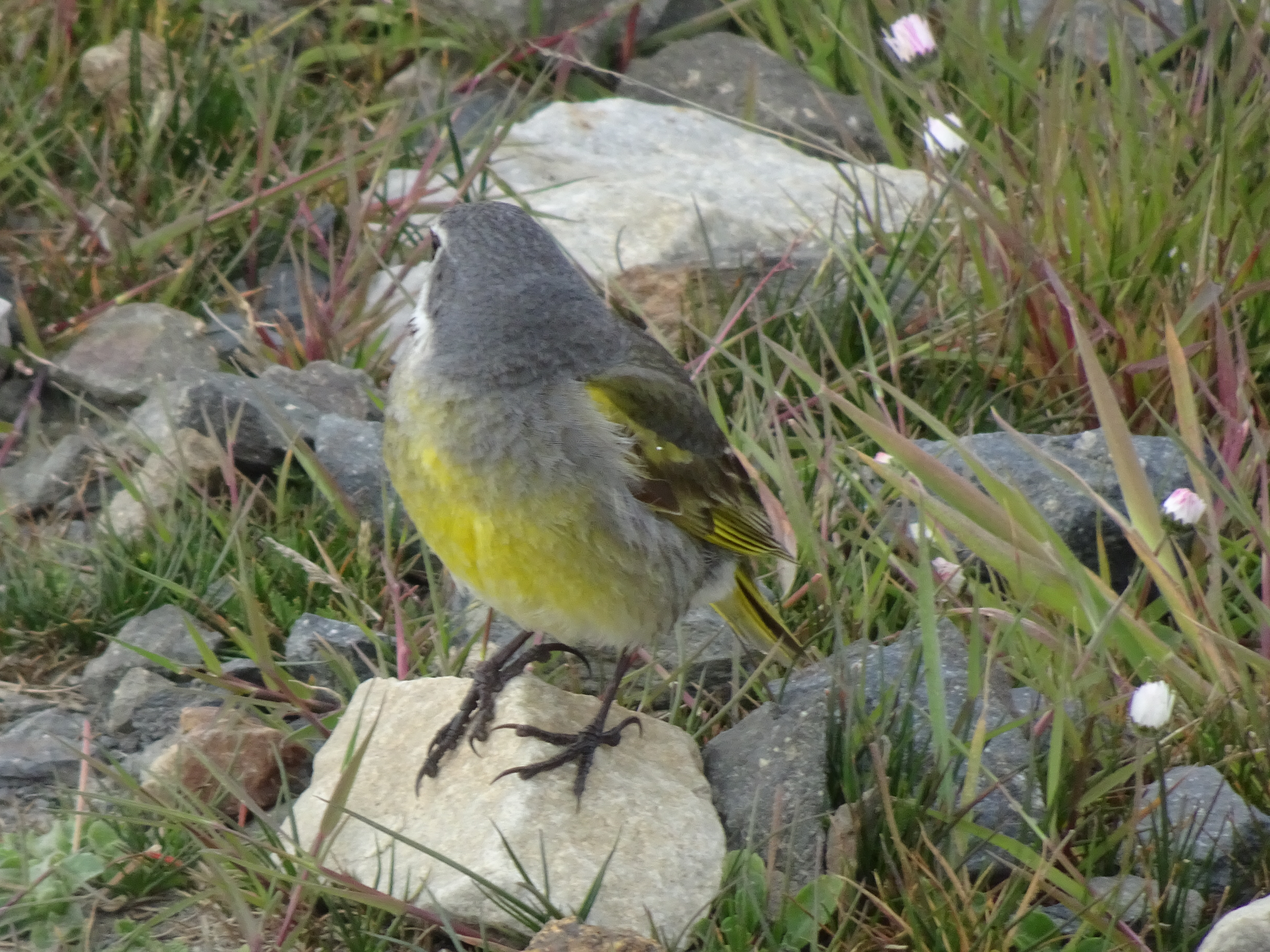
Mélanodère
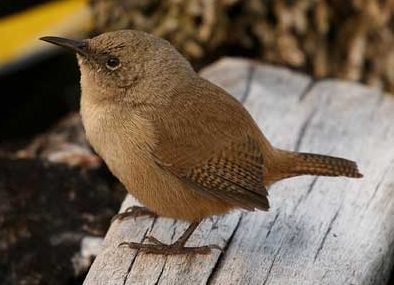
Troglodyte de Cobb